# Студенец (Вишневский сельсовет)
Студене́ц (бел. Студзяне́ц, пол. Studzieniec) — деревня в Сморгонском районе Гродненской области Белоруссии. Входит в состав Вишневского сельсовета, до 2016 года входила в состав Войстомского сельсовета.
Расположена в восточной части района на правобережьи реки Вилии. Расстояние до районного центра Сморгонь по автодороге — около 18 км, до центра сельсовета агрогородка Войстом по прямой — чуть более 15,5 км. Ближайшие населённые пункты — Бельково, Залесье, Рудня. Площадь занимаемой территории составляет 0,1339 км², протяжённость границ 5450 м.

## История
Деревня отмечена на карте Шуберта (середина XIX века) как застенок в составе Беницкой волости Ошмянского уезда Виленской губернии.. В 1865 году Студенец числился как казённый фольварк и насчитывал 2 двора и 21 жителя православного вероисповедания.
После Советско-польской войны, завершившейся Рижским договором, в 1921 году Западная Белоруссия отошла к Польской Республике и деревня была включена в состав новообразованной сельской гмины Войстом Свенцянского повета Виленского воеводства. 1 января 1926 года гмина Войстом была переведена в состав Вилейского повета.
В 1938 году Студенец вновь числился как застенок и насчитывал 7 дымов (дворов) и 56 душ.
В 1939 году, согласно секретному протоколу, заключённому между СССР и Германией, Западная Белоруссия оказалась в сфере интересов советского государства и её территорию заняли войска Красной армии. Деревня вошла в состав новообразованного Сморгонского района Вилейской области БССР. После реорганизации административного-территориального деления БССР деревня была включена в состав новой Молодечненской области в 1944 году. В 1960 году, ввиду новой организации административно-территориального деления и упразднения Молодечненской области, Студенец вошёл в состав Гродненской области.

## Население
| 1865 | 1938 | 1999 | 2009 |
| ---- | ---- | ---- | ---- |
| 21   | 56   | 12   | 7    |

## Транспорт
Через деревню проходит автомобильная дорога местного значения Н6137 Шостаки — Мицкевичи — Студенец.